# Electrical Wafer Sorting
Pour les articles homonymes, voir EWS.
 (novembre 2021).
Si vous disposez d'ouvrages ou d'articles de référence ou si vous connaissez des sites web de qualité traitant du thème abordé ici, merci de compléter l'article en donnant les références utiles à sa vérifiabilité et en les liant à la section « Notes et références ».
L'Electrical Wafer Sorting (E.W.S.) est un procédé permettant de trier les puces fonctionnelles sur les plaques de silicium dès leur sortie de l'usine, avant leur mise en boîtier.

## Fonction
EWS : Electrical Wafer Sorting : tri électrique au niveau de la plaquette de silicium (wafer).
Lors de la production des circuits intégrés, l'environnement sensible dans lequel se font les opérations peut conduire à des défauts de fonctionnement sur certaines puces. 
Les défauts peuvent provenir des contaminations particulaires (salle blanche), de dérive des procédés dans les machines ou d’erreurs de manipulation.
Une erreur de conception de la puce peut également conduire à un non-respect du cahier des charges du circuit.
Ces défauts vont conduire à des problèmes fonctionnels dans la puce : le circuit ne marchera pas ou partiellement, ou encore il risque de tomber en panne plusieurs semaines plus tard.
Le but de l’EWS est de détecter ces puces non fonctionnelles ou à risque. Un test est généralement fait également une fois la puce terminée et mise en boîtier (le test EWS se fait sur les puces directement sur la tranche de silicium avant sa découpe et mise en boîtier).
Ce test à plusieurs avantages :
- Donner une indication rapide à l’usine de production sur la qualité et l’éventuelle dérive de son procédé.
- Discriminer les puces défaillantes avant la mise en boîtier et donc économiser le prix du boîtier (qui peut quelquefois être plus cher que le circuit silicium lui-même)
- Avoir une couverture de test plus grande (exemple test à 100 °C en EWS et -40 °C sur boîtier pour garantir une plage de température d’utilisation).

Le but du test EWS va être de stresser une puce (exemple vérifier sa consommation avec une alimentation entre 80 % et 120 % de sa tension nominale) et vérifier son fonctionnement au plus proche de son environnement de destination (vérifier que les signaux de sortie sont bien conformes pour des signaux d’entrée donnés).

## Méthode
Les plaquettes de silicium à la fin de leur fabrication sont dans un container (cassette, FOUP, FOSB, …), à l’étape EWS ce container est placé sur un prober, lui-même relié à un tester.
La carte à pointe (probe-card) est un élément clef de la chaîne de mesure car elle va permettre le contact électrique entre la puce et le tester.
Pour simplifier,  c’est un circuit imprimé avec « des pointes » en tungstène-rhénium qui vont faire contact sur la surface de la puce et assurer un contact électrique.
Typiquement une pointe est une tige métallique d'un diamètre de l’ordre de 15 à 20 micromètres en bout.
Une carte peut comporter de quelques pointes à plusieurs centaines. www.technoprobe.com
Une grande variété de cartes à pointe existe, pouvant être très complexes et très chères (cobra, MEMS, membrane, etc.)
Le prober : 
C’est une sorte de robot qui va manipuler les plaquettes avec une grande précision et positionner chaque puce en contact avec la carte  à pointe (précision de déplacement de l’ordre du micromètre (µm) pour les meilleurs) en utilisant un alignement optique avec des caméras.
Le tester :
C’est une sorte d’ordinateur programmable qui commande une série de ressources électroniques :
- générateur de tension, d’intensité ;
- générateur de fonctions ;
- appareil de mesure : voltmètre, ampèremètre, analyseur de spectre, etc. ;
- digitaliseur (numérisation d'un signal analogique).

Il permet d’envoyer des signaux plus ou moins complexes sur un circuit et de mesurer en sortie des signaux. Le tester va effectuer toute une séquence de tests visant à s’assurer de toutes les fonctions d'un circuit sont bien en accord avec ses spécifications (cahier des charges).
Le programme de test va définir la séquence d’envoi des signaux, les mesures à effectuer et les conditions d’acceptante de la puce ou de rejets. Le testeur n’est pas dédié à un circuit en particulier, seul le programme de test est propre à chaque produit.
À la fin du test, une ou plusieurs cartographies de la plaquette sont générées, à chaque puce est attribué un code ‘bin’ qui donne son type de défaut.
C’est cette cartographie électronique qui va servir à séparer les puces fonctionnelles de celles défaillantes (ou potentiellement défaillantes). Une étape d’identification des rejets par une tache d’encre peut être utilisée. 
Cette cartographie permet également d’avoir des renseignements sur la cause de la défaillance (type de défauts, localisation géométrique).
De nombreux outils statistiques sont utilisés pour faire l’analyse de ces cartographies : le but étant de minimiser autant que possible le risque de défaut chez le client.
Ce sont ces tests et ces outils qui vont garantir le bon fonctionnement des puces. Les systèmes de sécurité ou d’aide en cas d’urgence dans des voitures  (ABS, etc.) ou des avions se doivent d’être les plus fiables possible.
La plaquette de silicium est ensuite découpée et chaque puce fonctionnelle mise dans un boîtier.
Le coût moyen d’une cellule de test (prober + tester + carte à pointe) peut varier de quelques dizaines de milliers d’euros à quelques millions d'euros.